# الرومانية الكاثوليكية في أوكرانيا

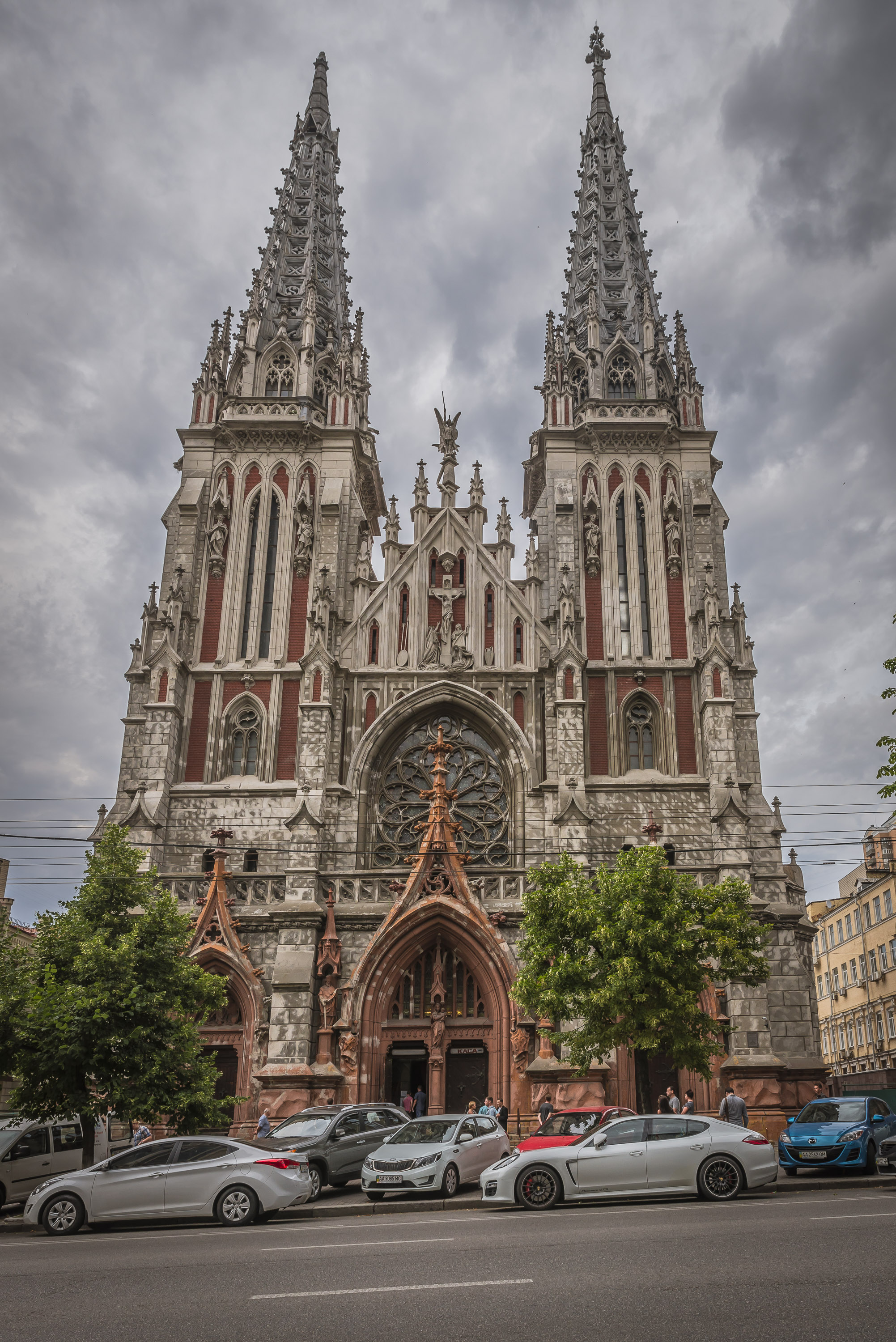
كاتدرائية القديس نيقولا في كييف.

يحل في المركز الثاني في أوكرانيا بفارق كبير في عدد الأتباع هي الكنيسة الأوكرانية اليونانية الكاثوليكية الطقوس الشرقية، التي تمارس تقاليد مماثلة دينية وروحانية للأرثوذكسية الشرقية، لكنها على تواصل مع الكرسي الرسولي للكنيسة الكاثوليكية الرومانية وتعترف بسيادة البابا كرئيس للكنيسة. وللكنيسة حضور مميز في أوكرانيا الغربية خاصًة في مدينة لفيف فضلًا عن مدينة كييف حيث مركز الكنيسة الروحي. شكّل إكليروس الكنيسة الأوكرانية الكاثوليكية وأسرهم طبقة وراثية متماسكة واعتبروا على رأس الطبقات الاجتماعية التي سادت المجتمع الأوكراني الغربي من خلال إقامة "سلالات كهنوتية"، وذلك من القرن الثامن عشر حتى منتصف القرن العشرين، في أعقاب الإصلاحات التي قام بها جوزيف الثاني، إمبراطور النمسا.
بالإضافة إلى ذلك، هناك 863 من الطوائف الكاثوليكية الرومانية، و474 من رجال الدين يخدمون نحو مليون من الروم الكاثوليك في أوكرانيا. يشكل مجموع الروم الكاثوليك 2.19% من السكان، وتتكون بشكل رئيسي من العرقيّة البولندية والمجرية، اللتان تعيشان في المناطق الغربية من البلاد. وتشّكل الكنيسة الأوكرانية اليونانية الكاثوليكية الغالبيّة السكانية في ثلاثة أوبلاست فضلًا عن نصف سكان لفيف.